# Prototritia grandjeani
Prototritia grandjeani är en kvalsterart som först beskrevs av Sandór Mahunka 1977.  Prototritia grandjeani ingår i släktet Prototritia och familjen Protoplophoridae. Inga underarter finns listade i Catalogue of Life.